# Tricyphona araucana
Tricyphona araucana är en tvåvingeart som först beskrevs av Alexander 1971.  Tricyphona araucana ingår i släktet Tricyphona och familjen hårögonharkrankar. Inga underarter finns listade i Catalogue of Life.